# Serraulax lukombensis
Serraulax lukombensis är en stekelart som först beskrevs av Cameron 1912.  Serraulax lukombensis ingår i släktet Serraulax och familjen bracksteklar. Inga underarter finns listade i Catalogue of Life.